# Risleya atropurpurea
Risleya atropurpurea – gatunek roślin z monotypowego rodzaju Risleya z rodziny storczykowatych (Orchidaceae). Rośliny występują w Azji Południowo-Wschodniej w Chinach, we wschodnich Himalajach, Mjanmie i w Tybecie.

## Systematyka
Gatunek sklasyfikowany do plemienia Malaxideae, podrodzina epidendronowe (Epidendroideae), rodzina storczykowate (Orchidaceae), rząd szparagowce (Asparagales) w obrębie roślin jednoliściennych.